# Mitsuko Uchida
Pour les articles homonymes, voir Mitsouko (homonymie) et Uchida.
Mitsuko Uchida (内田 光子, Uchida Mitsuko), née le 20 décembre 1948 à Atami, une ville côtière proche de Tokyo (Japon), est une pianiste classique japonaise.

## Carrière
De parents diplomates, Mitsuko Uchida part vivre à Vienne en 1961 à l’âge de 12 ans. Elle y poursuit ses études à l'Académie de musique de Vienne avec Richard Hauser puis plus tard avec Wilhelm Kempff et Stefan Askenase. Elle donne son premier récital à l’âge de 14 ans au Musikverein de Vienne. Elle a également étudié auprès de Maria Curcio, la dernière élève d’Artur Schnabel. À partir de 1973, elle décide d’arrêter de prendre des cours et déménage à Londres. Elle a obtenu la nationalité britannique en 2001.
En 1975, elle se classe deuxième au Concours international de piano de Leeds. Elle est connue surtout pour ses interprétations de Mozart, Beethoven, Schubert, Chopin et Claude Debussy (12 études) mais elle s'est également intéressée à ce qu'on appelle la Seconde école de Vienne. En 1982, elle interprète au Wigmore Hall de Londres l'intégrale des sonates de Mozart lors d'un concert à l’issue duquel Philips l'engage pour enregistrer un coffret des 18 sonates. Elle a également enregistré lintégrale des concertos de Mozart, avec l’English Chamber Orchestra sous la direction de Jeffrey Tate, ainsi qu'une large anthologie des sonates de Schubert et l’intégralité des concertos pour piano de Beethoven sous la direction de Kurt Sanderling. Dans sa discographie apparaissent en outre plus récemment les cinq dernières sonates de Beethoven, les Davidsbündlertänze, la Fantaisie, les Waldszenen, les Gesänge der Frühe et la Sonate no 2 de Schumann.  
Entre 2002 et 2007, Mitsuko Uchida est en résidence à l'Orchestre de Cleveland où elle a dirigé de son piano tous les concertos pour piano de Mozart. Certains d'entre eux ont été publiés par Decca Classics depuis 2011. Au Carnegie Hall, à New York, elle s’est produite dans le cadre de la série Perspectives. Elle y a joué une série de concerts sous le titre « Mitsuko Uchida : Vienne revisitée ». La Carte blanche qui lui a été consacrée par le Concertgebouw d’Amsterdam a donné lieu à plusieurs concerts avec Ian Bostridge, le Quatuor Hagen, l’Orchestre de chambre d'Europe et l’Orchestre royal du Concertgebouw ; elle y a également dirigé du piano Pierrot lunaire d'Arnold Schönberg. En 2010, elle est artiste en résidence à l'Orchestre philharmonique de Berlin. Elle y a interprété notamment le Concerto pour piano de Schumann sous la direction de Sir Simon Rattle. Elle est aujourd'hui directrice artistique du Festival de musique de Marlboro aux côtés du pianiste Richard Goode. Mitsuko Uchida est également membre du comité directeur du Trust Borletti-Buitoni (en), organisation de soutien aux jeunes musiciens. Elle réside à Londres.

## Prix et distinctions
En 1969 elle remporta le premier prix du Concours de Piano Beethoven à Vienne, puis le second prix au Concours international de piano Frédéric-Chopin en 1970.
L’enregistrement de l'intégrale des sonates de Mozart, paru en 1989, lui a valu un Gramophone Award.
Grâce à son enregistrement des Études de Debussy, elle a remporté un second Gramophone Award puis un troisième avec son enregistrement du concerto pour piano de Schoenberg.
En 1986, Mitsuko Uchida reçoit le Suntory Music Award.
En 2001, elle reçoit l'insigne de commandeur honoraire de l'ordre de l'Empire britannique (CBE).
En avril 2008, le « BBC Music Magazine » la nomme « instrumentiste de l’année » et son enregistrement des trois dernières sonates de Beethoven « enregistrement de l’année ».
En 2009 elle reçoit le titre de Dame de la Reine d’Angleterre à l’occasion des Queen’s Birthday Awards.
En juin 2009, elle reçoit le titre honorifique de Doctor of Music (DMus) de la part de l’Université d'Oxford lors de l’Encaenia 2009.
En 2011, elle remporte un Grammy Award (en) dans la catégorie Meilleure performance soliste instrumentale (avec orchestre) pour son album Mozart : Piano Concertos no 20 en ré mineur, K.466 et no 27 en si bémol, K.595
En mai 2012, elle reçoit la médaille d'or de la Royal Philharmonic Society.
En 2015, Mitsuko Uchida est lauréate du Praemium Imperiale.